# 2014年亚洲运动会摔跤比赛
2014年亚洲运动会摔跤比赛于2014年9月24日至10月1日在韩国仁川桃源体育馆进行。此次比赛设20个小项，其中男子自由式8个小项，男子古典式8个小项，女子自由式4个小项。共有来自30个国家和地区的239名运动员参赛。

## 奖牌获得者

### 男子自由式
| 项目               | 金牌                                | 银牌                            | 铜牌                                  |
| 57公斤级 （詳細）  | 郑学真 · 朝鲜（PRK）                | Rassul Kaliyev · （KAZ）        | Batboldyn Nomin · 蒙古（MGL）         |
| 57公斤级 （詳細）  | 郑学真 · 朝鲜（PRK）                | Rassul Kaliyev · （KAZ）        | Yun Jun-sik · 韩国（KOR）             |
| 61公斤级 （詳細）  | Masoud Esmaeilpour · 伊朗（IRI）    | 巴杰朗·普尼亚 · 印度（IND）     | Lee Seung-chul · 韩国（KOR）          |
| 61公斤级 （詳細）  | Masoud Esmaeilpour · 伊朗（IRI）    | 巴杰朗·普尼亚 · 印度（IND）     | 高塚紀行 · 日本（JPN）                |
| 65公斤级 （詳細）  | Yogeshwar Dutt · 印度（IND）        | Zalimkhan Yusupov · （TJK）     | 叶尔兰别克·卡泰 · 中国（CHN）         |
| 65公斤级 （詳細）  | Yogeshwar Dutt · 印度（IND）        | Zalimkhan Yusupov · （TJK）     | 伊赫季亚尔·纳夫鲁佐夫 · （UZB）       |
| 70公斤级 （詳細）  | 别克佐德·阿布杜拉赫莫诺夫 · （UZB） | Oh Man-ho · 韩国（KOR）         | Elaman Dogdurbek Uulu · （KGZ）       |
| 70公斤级 （詳細）  | 别克佐德·阿布杜拉赫莫诺夫 · （UZB） | Oh Man-ho · 韩国（KOR）         | 小島豪臣 · 日本（JPN）                |
| 74公斤级 （詳細）  | Rashid Kurbanov · （UZB）           | Ezzatollah Akbari · 伊朗（IRI） | Lee Sang-kyu · 韩国（KOR）            |
| 74公斤级 （詳細）  | Rashid Kurbanov · （UZB）           | Ezzatollah Akbari · 伊朗（IRI） | Narsingh Pancham Yadav · 印度（IND）  |
| 86公斤级 （詳細）  | Meisam Mostafa-Jokar · 伊朗（IRI）  | Yesbolat Nurzhumbayev · （KAZ） | Umidjon Ismanov · （UZB）             |
| 86公斤级 （詳細）  | Meisam Mostafa-Jokar · 伊朗（IRI）  | Yesbolat Nurzhumbayev · （KAZ） | Kim Gwan-uk · 韩国（KOR）             |
| 97公斤级 （詳細）  | Reza Yazdani · 伊朗（IRI）          | Magomed Musaev · （KGZ）        | Dorjkhandyn Khüderbulga · 蒙古（MGL） |
| 97公斤级 （詳細）  | Reza Yazdani · 伊朗（IRI）          | Magomed Musaev · （KGZ）        | Mamed Ibragimov · （KAZ）             |
| 125公斤级 （詳細） | Parviz Hadi · 伊朗（IRI）           | Daulet Shabanbay · （KAZ）      | 荒木田進謙 · 日本（JPN）              |
| 125公斤级 （詳細） | Parviz Hadi · 伊朗（IRI）           | Daulet Shabanbay · （KAZ）      | Nam Koung-jin · 韩国（KOR）           |

### 男子古典式
| 项目               | 金牌                              | 银牌                       | 铜牌                              |
| 59公斤级 （詳細）  | 长谷川恒平 · 日本（JPN）          | 尹元哲 · 朝鲜（PRK）       | 田企业 · 中国（CHN）              |
| 59公斤级 （詳細）  | 长谷川恒平 · 日本（JPN）          | 尹元哲 · 朝鲜（PRK）       | Almat Kebispayev · （KAZ）        |
| 66公斤级 （詳細）  | 柳汉寿 · 韩国（KOR）              | 松本隆太郎 · 日本（JPN）   | Ri Hak-won · 朝鲜（PRK）          |
| 66公斤级 （詳細）  | 柳汉寿 · 韩国（KOR）              | 松本隆太郎 · 日本（JPN）   | Afshin Biabangard · 伊朗（IRI）   |
| 71公斤级 （詳細）  | 郑智铉 · 韩国（KOR）              | Dilshod Turdiev · （UZB）  | Saeid Abdevali · 伊朗（IRI）      |
| 71公斤级 （詳細）  | 郑智铉 · 韩国（KOR）              | Dilshod Turdiev · （UZB）  | Shermet Permanov · （TKM）        |
| 75公斤级 （詳細）  | 金炫雨 · 韩国（KOR）              | 金久保武大 · 日本（JPN）   | Doszhan Kartikov · （KAZ）        |
| 75公斤级 （詳細）  | 金炫雨 · 韩国（KOR）              | 金久保武大 · 日本（JPN）   | Payam Bouyeri · 伊朗（IRI）       |
| 80公斤级 （詳細）  | Habibollah Akhlaghi · 伊朗（IRI） | 鹤卷宰 · 日本（JPN）       | Besiki Saldadze · （UZB）         |
| 80公斤级 （詳細）  | Habibollah Akhlaghi · 伊朗（IRI） | 鹤卷宰 · 日本（JPN）       | Janarbek Kenjeev · （KGZ）        |
| 85公斤级 （詳細）  | 鲁斯塔姆·阿萨卡洛夫 · （UZB）     | Lee Se-yeol · 韩国（KOR）  | 彭飞 · 中国（CHN）                |
| 85公斤级 （詳細）  | 鲁斯塔姆·阿萨卡洛夫 · （UZB）     | Lee Se-yeol · 韩国（KOR）  | Mojtaba Karimfar · 伊朗（IRI）    |
| 98公斤级 （詳細）  | Mehdi Aliyari · 伊朗（IRI）       | 肖棣 · 中国（CHN）         | Yerulan Iskakov · （KAZ）         |
| 98公斤级 （詳細）  | Mehdi Aliyari · 伊朗（IRI）       | 肖棣 · 中国（CHN）         | 斋川哲克 · 日本（JPN）            |
| 130公斤级 （詳細） | Nurmakhan Tinaliyev · （KAZ）     | Kim Yong-min · 韩国（KOR） | 孟强 · 中国（CHN）                |
| 130公斤级 （詳細） | Nurmakhan Tinaliyev · （KAZ）     | Kim Yong-min · 韩国（KOR） | Bashir Babajanzadeh · 伊朗（IRI） |

### 女子自由式
| 项目              | 金牌                     | 银牌                                 | 铜牌                                  |
| 48公斤级 （詳細） | 登坂繪莉 · 日本（JPN）   | 孙亚楠 · 中国（CHN）                 | Tatyana Amanzhol · （KAZ）            |
| 48公斤级 （詳細） | 登坂繪莉 · 日本（JPN）   | 孙亚楠 · 中国（CHN）                 | 维内什·波加特 · 印度（IND）           |
| 55公斤级 （詳細） | 吉田沙保里 · 日本（JPN） | Sündeviin Byambatseren · 蒙古（MGL） | 艾苏卢·特尼别科娃 · （KGZ）           |
| 55公斤级 （詳細） | 吉田沙保里 · 日本（JPN） | Sündeviin Byambatseren · 蒙古（MGL） | 钟雪纯 · 中国（CHN）                  |
| 63公斤级 （詳細） | 渡利璃穩 · 日本（JPN）   | 西洛卓玛 · 中国（CHN）               | Sükheegiin Tserenchimed · 蒙古（MGL） |
| 63公斤级 （詳細） | 渡利璃穩 · 日本（JPN）   | 西洛卓玛 · 中国（CHN）               | Geetika Jakhar · 印度（IND）          |
| 75公斤级 （詳細） | 张凤柳 · 中国（CHN）     | 古泽尔·马纽罗娃 · （KAZ）            | Hwang Eun-ju · 韩国（KOR）            |
| 75公斤级 （詳細） | 张凤柳 · 中国（CHN）     | 古泽尔·马纽罗娃 · （KAZ）            | Ochirbatyn Burmaa · 蒙古（MGL）       |

## 奖牌榜
| 排名 | 国家／地区 | 金牌 | 银牌 | 铜牌 | 總數 |
| ---- | ---------- | ---- | ---- | ---- | ---- |
| 1    | 伊朗       | 6    | 1    | 5    | 12   |
| 2    | 日本       | 4    | 3    | 4    | 11   |
| 3    | 韩国       | 3    | 3    | 6    | 12   |
| 4    |            | 3    | 1    | 3    | 7    |
| 5    |            | 1    | 4    | 5    | 10   |
| 6    | 中国       | 1    | 3    | 5    | 9    |
| 7    | 印度       | 1    | 1    | 3    | 5    |
| 8    | 朝鲜       | 1    | 1    | 1    | 3    |
| 9    | 蒙古       | 0    | 1    | 4    | 5    |
| 10   |            | 0    | 1    | 3    | 4    |
| 11   |            | 0    | 1    | 0    | 1    |
| 12   |            | 0    | 0    | 1    | 1    |
| 總數 | 總數       | 20   | 20   | 40   | 80   |

## 参赛国家和地区
以下30个国家或地区代表团共247名运动员参加2014年亚洲运动会摔跤比赛。括号内为各代表团参赛人数。
- 柬埔寨（4）
- 中国（18）
- 印度尼西亚（2）
- 印度（18）
- 伊朗（14）
- 伊拉克（8）
- 约旦（4）
- 日本（18）
- （18）
- （15）
- 韩国（18）
- 沙特阿拉伯（4）
- 老挝（4）
- 蒙古（12）
- 缅甸（6）
- 尼泊尔（2）
- 巴基斯坦（5）
- 菲律宾（2）
- 巴勒斯坦（2）
- 朝鲜（9）
- （6）
- 斯里兰卡（1）
- 叙利亚（5）
- 泰国（5）
- （11）
- （12）
- 中华台北（2）
- （16）
- 越南（3）
- 也门（3）